# 스티븐 피스코티
스티븐 에드워드 피스코티(Stephen Edward Piscotty, 1991년 1월 14일 ~ )는 미국 프로야구 아메리칸 리그 오클랜드 애슬레틱스의 선수이다.
2012년 1라운드 36순위로 세인트루이스 카디널스에 입단했다.

## 경력
2015년 7월 21일 시카고 화이트삭스 전에서 메이저리그 데뷔를 하였다. 데뷔 2년차인 2016년 주전자리를 꿰차며 153경기 출장, 타율 .273 22홈런 85타점을 기록했다. 2017년 4월 3일 세인트루이스 카디널스와 6년 3350만 달러 (계약 마지막해 2023년 1500만 달러 옵션)의 장기계약을 맺었다.
시즌 종료 후 12월 14일 오클랜드 애슬레틱스의 야이로 무뇨즈 등과 트레이드 되었는데 이는 루게릭병으로 시한부판정을 받은 어머니와 시간을 보내길 위해 구단에 트레이드 요청을 하였고 이에 세인트루이스 카디널스가 승낙해 이루어진 트레이드였다. 피스코티의 어머니가 거주하는 곳과 오클랜드 애슬레틱스 홈구장은 모두 캘리포니아주에 있다. 오클랜드 애슬레틱스로 트레이드 된 첫해 27홈런 88타점 타율 .267을 기록했다. 2019년에는 오른쪽 무릎과 복숭아뼈 부상등으로 부상자 명단에 오른 기간이 많아 시즌 총93경기 밖에 소화하지 못했다.

## 통산 성적
| 연 도          | 소 속          | 나 이          | 출 장 | 타 석 | 타 수 | 득 점 | 안 타 | 2 루 타 | 3 루 타 | 홈 런 | 타 점 | 도 루 | 도 실 | 볼 넷 | 삼 진 | 타 율 | 출 루 율 | 장 타 율 | O P S | 루 타 | 병 살 타 | 몸 맞 | 희 번 | 희 플 | 고 4 |
| -------------- | -------------- | -------------- | ----- | ----- | ----- | ----- | ----- | ------- | ------- | ----- | ----- | ----- | ----- | ----- | ----- | ----- | -------- | -------- | ----- | ----- | -------- | ----- | ----- | ----- | ---- |
| 2015           | STL            | 24             | 63    | 256   | 233   | 29    | 71    | 15      | 4       | 7     | 39    | 2     | 1     | 20    | 56    | .305  | .359     | .494     | .853  | 115   | 7        | 1     | 0     | 2     | 2    |
| 2016           | STL            | 25             | 153   | 649   | 582   | 86    | 159   | 35      | 3       | 22    | 85    | 7     | 5     | 51    | 133   | .273  | .343     | .457     | .800  | 266   | 14       | 12    | 1     | 2     | 0    |
| 2017           | STL            | 26             | 107   | 401   | 341   | 40    | 80    | 16      | 1       | 9     | 39    | 3     | 6     | 52    | 87    | .235  | .342     | .367     | .708  | 125   | 11       | 5     | 0     | 3     | 2    |
| 2018           | OAK            | 27             | 151   | 605   | 546   | 78    | 146   | 41      | 0       | 27    | 88    | 2     | 0     | 42    | 114   | .267  | .331     | .491     | .821  | 268   | 21       | 12    | 0     | 5     | 0    |
| 2019           | OAK            | 28             | 93    | 393   | 357   | 46    | 89    | 17      | 1       | 13    | 44    | 2     | 0     | 29    | 84    | .249  | .309     | .412     | .720  | 147   | 13       | 3     | 1     | 3     | 0    |
| MLB 통산 : 5년 | MLB 통산 : 5년 | MLB 통산 : 5년 | 567   | 2304  | 2059  | 279   | 545   | 124     | 9       | 78    | 295   | 16    | 12    | 194   | 474   | .265  | .336     | .447     | .783  | 921   | 66       | 33    | 2     | 15    | 4    |

※ 2019년 시즌 종료 기준

## 수상
- 세인트루이스 카디널스 올해의 마이너리그 선수상 수상 (2015년)
- 토니 코니글리아로 상 수상 (2018년)